# Gloriant
Gloriant is een Middelnederlands toneelstuk. Het is een van de vier abele spelen die vervat zijn in het Hulthemse handschrift. De drie andere abele spelen zijn Esmoreit, Lanseloet van Denemerken en Vanden Winter ende vanden Somer.
Het stuk werd bij opvoering gevolgd door de sotternie (klucht) De Buskenblaser.
Het centrale thema is de liefde tussen twee mensen die verschillende religies aanhangen. De tekst omvat 1142 regels, opgesteld in rijm.

## Rollen
- Gheraert (oom van Hertog Gloriant)
- Godevaert (vriend van Hertog Gloriant)
- Gloriant (Hertog van Bruuyswijc)
- Florentijn die maghet (Dochter van Rodelioen)
- Rogier (knecht van Florentijn)
- Rode Lioen (Rode Lioen, Heer van Abelant)
- Floerant (neef van Rodelioen)
- De Hangdief (de beul)

## Inhoud
Gloriant is de hertog van Bruuyswijc en een verstokte vrijgezel. Zijn familieleden Gheraert en Godevaert dringen er bij hem op aan dat hij een vrouw zoekt en trouwt, om zodoende voor een opvolger te kunnen zorgen. Gloriant gaat hier echter niet op in.
Florentijn, de dochter van baron Rodelioen uit Abelant, hoort over Gloriant en herkent in zijn opstelling veel van zichzelf. Zij stuurt haar knecht Rogier met een portret van zichzelf naar Gloriant. Als deze het portret ziet, valt hij ogenblikkelijk voor haar. Maar meteen dienen zich ook complicaties aan. De familieleden die eerst zo hadden gepleit voor een huwelijk, schrikken terug als zij horen om wie het gaat. Gloriants vader, zo blijkt, heeft tijdens een kruistocht een deel van Rodelioens familie vermoord, en dat zal niet bijdragen tot een gunstige ontvangst van Gloriant.
Gloriant houdt echter voet bij stuk en trekt naar Abelant om zijn geliefde op te halen. Daar aangekomen, treft Florentijn hem aan in de boomgaard bij het paleis. Daar bekennen zij elkaar hun liefde en besluiten zij die nacht nog te vertrekken. Overvallen door vermoeidheid, valt Gloriant in haar schoot in slaap. Zo worden zij aangetroffen door Floerant, de neef van Rodelioen, die Gloriant zijn zwaard (Brant) afneemt en hen verraadt.
Rodelioen is in alle staten en zet zowel Gloriant als zijn dochter gevangen met het plan hen te doden. De trouwe Rogier slaagt er echter in Gloriant uit de gevangenis te bevrijden. Hij speelt een riskant dubbelspel door Gloriant in het bos te verbergen en er vervolgens bij Rodelioen op aan te dringen zijn dochter snel te laten onthoofden. Die is daartoe des te meer bereid omdat zij ook nog eens haar geloof is afgevallen en het christendom heeft omarmd.
Op het moment dat Florentijn op het punt staat het leven te laten, verschijnt Gloriant ten tonele om haar te redden en Rodelioen te doden. Daarna trekken zij gezamenlijk en gelukkig naar Bruuyswijc.